# 波爾頓峰
波爾頓峰（英語：Poulton Peak）是南極洲的山峰，位於麥克羅伯特森地，屬於布洛納巴內冰原島峰的一部分，以氣象觀測員命名，現時由南極條約體系管理。